# パウル・ランゲルハンス

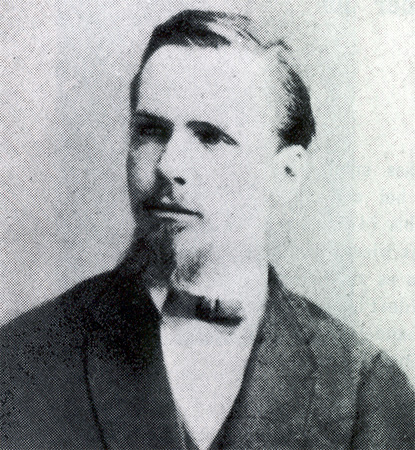
パウル・ランゲルハンス

パウル・ランゲルハンス（Paul Langerhans、1847年7月25日 - 1888年7月20日）はドイツの解剖学者、医師。

## 生い立ちと教育
パウル・ランゲルハンスは1847年7月25日にベルリンで医師の息子として生まれた。彼は後に、ベルリンにある名高いGray Monastery（独:Graues Kloster）に入学した。群を抜いた成績のため、彼は最後の口頭試問を免除された。彼はイェーナ大学で医学を学び始め、そしてベルリンの大学で修了した。

## 科学に対する大きな貢献
1869年2月に、ランゲルハンスは「膵臓の顕微鏡的解剖」と題した論文を発表し、この中で彼は膵臓の至る所に見られる、周辺の細胞とは異なる染まり方をする、明るい細胞からなる島について言及した。彼はそれらの領域に神経が豊富であることに気づいたが、その機能については、それらがリンパ節であるという誤った仮説を除いてなんら示唆することはできなかった。
その1年前、彼がまだ学部課程の学生の時に、ベルリン大学によって組織された公開競争の中で、彼は表皮性細胞についての検討を行った。「人の皮膚の神経について」と題された彼の論文の中に記載された、神経細胞に似た枝分かれのある細胞は、それらの免疫学的な機能と意義が認識されるまでの1世紀もの間にわたって不可解な謎を残した。

### ランゲルハンスの名を冠した用語
ランゲルハンス島
インスリンやグルカゴンなどを産生する膵臓の細胞塊で、膵島とも呼ばれる。膵臓の大部分は消化液である膵液を分泌する外分泌腺だが、ランゲルハンス島はホルモンを分泌する内分泌腺である。ランゲルハンスは1869年にベルリン病理学研究所における彼の博士号のための研究のなかでこれらの細胞を発見した。
ランゲルハンス細胞
免疫応答に関係のある皮膚の細胞で、それはしばしばランゲルハンス顆粒を備えている。1868年に、ランゲルハンスはコッヘンハイムから教えられた、皮膚のスタンプ標本を塩化金酸を用いて染色する方法を使い、彼の名前を冠したその細胞を同定した。その外観から、ランゲルハンスはそれらの細胞を神経細胞であると信じた。しかしながらそれは樹状細胞の形であった。

## 初期の職歴と疾病
卒業した後、彼は地理学者Richard Kiepertに同行してシリア、パレスチナ、西ヨルダンに赴いたが、普仏戦争（1870年 - 1871年）の勃発によりヨーロッパに戻り、その後、フランスで救急隊の部署に勤務した。
1871年に、ルドルフ・ウィルヒョウはランゲルハンスにフライブルク大学病理解剖講座の検死解剖医の身分を用意し、2年のうちに彼は正教授となった。1874年にランゲルハンスは結核を患ったが、おそらくそれは解剖室での彼の仕事のせいであったと思われる。治療のため、ランゲルハンスはナポリ、パレルモ、カプリ島を旅し、スイスのダボスおよびシルヴァプラーナで治療を受けたが、すべては無駄であり、彼は大学の職を去らなければならなかった。

## 転身・マデイラ諸島・結婚
1875年の10月に、ランゲルハンスはマデイラ諸島の首都フンシャルに向けて船出をした。そこで彼はある程度回復し、相変わらずの活力をもって新しい職務に着いた。彼は海洋生物の研究を開始し、漁師たちの漁網をつぶさに調べるため、浜辺へ定期的に出かけた。海洋無脊椎動物について記述し、分類したランゲルハンスの著作は彼の科学に対する第三の貢献と位置づけるにふさわしい。1887年に、彼はベルリンの王立アカデミーでその話題についての講演を行った。
彼はフンシャルで医師として働き、大部分は結核を患う人々の処置をした。そしてウィルヒョウの保存記録に関する科学論文を発表した。この中には含まれていないが、彼はマデイラ諸島への旅行者のためのハンドブックも執筆し、そして気象学に関する研究も続行した。
1885年、ランゲルハンスは彼の患者の1人の未亡人、マーガレット・エバートと結婚した。彼らは結婚旅行としてベルリンに旅行し、ランゲルハンスの父、姉妹、そして2人の兄弟と生涯で最後の再会を果たした。この新婚夫婦は、フンシャルでもっとも美しい別荘であり、今では統治者の住居であるクインタ・ランバートに賃貸して住んだ。彼の新妻の言葉によれば「言葉では言い表せない幸せな3年間」が続いた。

## 晩年
その幸せは長くは続かなかった。1887年の秋に、進行性の腎不全がランゲルハンスの医療活動に終止符を打った。彼は足の浮腫、壊滅的な頭痛、そして一時的な記憶障害を患った。彼はしばしば、話の途中で言葉を失い、話し続けることができなかった。ランゲルハンスは1888年7月20日、彼の41歳の誕生日の5日前に尿毒症で亡くなった。彼は、彼自身が生前に「隔絶された静かな、休むのに良い真の墓地」といって選んだ、マデイラの英国共同墓地に埋葬された。